# Mauritius Ribbele
Mauritius Ribbele (né vers 1730 à Wolfert, mort le 16 novembre 1801 à St. Blasien) est de 1793 à 1801 prince-abbé de l'abbaye Saint-Blaise dans la Forêt-Noire et de 1799 à 1801 prévôt de Klingnau.

## Biographie
Mauritius Ribbele vient d'une famille originaire du Brabant. Il entre à l'abbaye Saint-Blaise le 13 novembre 1759 et est ordonné prêtre le 24 septembre 1764. Victor Keller fait son éloge funèbre.